# Großblütige Waldlilie
Die Großblütige Waldlilie (Trillium grandiflorum) ist ein nordamerikanischer Vertreter der Familie der Germergewächse (Melanthiaceae).

## Beschreibung
Aus den kurzen, dicken Rhizomen stehen zwei bis drei unbehaarte Blütenschäfte, die 15 bis 30 Zentimeter lang werden. Die Tragblätter sind ungestielt oder annähernd ungestielt, die Spreite ist dunkelgrün mit kastanienbraunen Streifen, eiförmig-rhombisch, spitz zulaufend, 12 bis 20 Zentimeter lang und 8 bis 15 Zentimeter breit.
Die aufrechtstehende Blüte ist duftlos, die Kelchblätter ausgebreitet, flach, grün, selten kastanienbraun marmoriert, lanzettlich und 20 bis 55 Zentimeter lang, sowie 12 bis 23 Millimeter breit, ganzrandig und spitz zulaufend. Die weißen, selten rosafarbenen, lanzettlichen bis länglichen, umgekehrt-eiförmigen Kronblätter sind 4 bis 7,5 Zentimeter lang und 2 bis 4 Zentimeter breit, stehen am Ansatz aufrecht und biegen sich oberhalb der Mitte auf, so erhält die Krone eine trichterförmige Gestalt.
Die Staubblätter sind gerade oder schwach gebogen und 9 bis 27 Millimeter lang, die Staubfäden sind weiß, deutlich kürzer als die blassgelben bis reif stark gelben, 5 bis 16 Millimeter langen, schlanken Staubbeutel.
Die Früchte sind blassgrün, rundlich und geruchlos, 1,2 bis 1,6 Zentimeter lang und 0,8 bis 1,4 Zentimeter breit, bepudert und feucht.
Die Chromosomenzahl beträgt 2n = 10, seltener 20.

## Verwechslungsmöglichkeiten
Sie ist leicht erkennbar wegen ihrer großen weißen Blüten und ihres Wirtels von drei charakteristischen Hochblättern, die normalen Blättern ähneln. Es gibt Formen, die rosa statt weiße Kronblätter haben und auch Formen mit gefüllten Blüten.

## Verbreitung
Die Pflanze ist von Kanada im Norden bis Georgia/USA im Süden verbreitet. Sie gilt als offizielles Symbol der kanadischen Provinz Ontario und wird in stilisierter Form als Bildmarke der Provinzregierung verwendet. 
Als „Schnee-Trillium“ bezeichnet ist sie Landesblume des Bundesstaats Ohio.

## Systematik und botanische Geschichte
Das eurasische Gegenstück und Schwestergattung zu Trillium ist Paris.
Von den zahllosen Untertaxa, die beschrieben wurden, basiert die Mehrzahl auf Charakteristika, die bedingt sind durch Infektionen mit Mykoplasmen und werden daher verworfen. Nur ein Untertaxon wird derzeit anerkannt, nämlich:
- Trillium grandiflorum f. roseum Farw.: lachs-rosa gefärbt, vor allem in den Blue Ridge Mountains in Virginia. Die Form ist als Zierpflanze beliebt.[3]

Erstbeschrieben wurde diese Waldlilie 1803 von André Michaux in seinem Werk Flora Boreali-Americana als Trillium rhomboideum var. grandiflorum angegeben (Trillium rhoboideum Michx. ist jetzt ein Synonym für Trillium erectum L.). Nur zwei Jahre später – 1805 – stufte Richard Anthony Salisbury sie auf als eigenständige Art ein.